# Věra Ludíková
Věra Ludíková (* 16. Juni 1943 in Ústí nad Orlicí) ist eine tschechische Dichterin und Esperanto-Autorin.

## Leben
Nach dem Abitur arbeitete sie in der Firma Pragovka, seit 1969 arbeitet sie im Verlag Odeon und seit den 90er-Jahren im Verlag Ivo Železný. Sie war ebenfalls Beraterin im tschechischen Parlament und Inhaberin des Verlag Chronos.

## Mitgliedschaften
- Dorf der Schriftsteller
- Obec spisovatelů (Tschechischer Schriftstellerverband)

## Werke
Sie schreibt Gedichte und Erzählungen.

### Gedichte
- Váhy (1992)
- Oni netuší (1994)
- Uslyšet duši (1997)
- Uslyšet duši (1998)
- Uslyšet duši (1999)
- Uslyšet duši (2000)
- Pošli to dál (2003)